# Ceranova
Ceranova (Siranöva in dialetto pavese) è un comune italiano di 2 302 abitanti della provincia di Pavia in Lombardia. Si trova nel Pavese centro-orientale, nella pianura alla sinistra dell'Olona.

## Storia
Nel medioevo (fin dal XII secolo) era noto come Cella Nova. Faceva parte della Campagna Sottana di Pavia; nel 1622 fu infeudato ai Panigarola passando nel 1741 ai marchesi Cavalli.
Nel 1929 il comune fu soppresso e unito a Lardirago; fu ricostituito nel 1947, e nel 1963 gli fu unita la frazione Gioiello, staccata da Lardirago.

### Simboli
Lo stemma e il gonfalone sono stati concessi con decreto del presidente della Repubblica del 9 gennaio 2001.
Il gonfalone è un drappo troncato di rosso e di giallo.

## Società

### Evoluzione demografica
Abitanti censiti